# Annamanum scheyeri
Annamanum scheyeri är en skalbaggsart som beskrevs av Stefan von Breuning 1962. Annamanum scheyeri ingår i släktet Annamanum och familjen långhorningar.
Artens utbredningsområde är Laos. Inga underarter finns listade i Catalogue of Life.